# Pannaria globuligera
Pannaria globuligera är en lavart som beskrevs av Hue. Pannaria globuligera ingår i släktet Pannaria och familjen Pannariaceae.   Inga underarter finns listade i Catalogue of Life.